# François Anselme
Pour les articles homonymes, voir Anselme.
François Anne Léon Barthélemy Anselme est un général de brigade, commandeur de la Légion d'honneur, né à Paris le 2 juin 1809 et  mort à Orléans le 4 juin 1867.

## Biographie
François Anselme est le fils du colonel et baron d'Empire Joseph François Eugène Benjamin Anselme (1772-1810), dit Baptiste, lui-même issu de la famille de comédiens du même nom, et de Marie Madeleine Dubois. Il entra à Saint-Cyr le 18 novembre 1826, et à l'école d'application d'état-major le 1er janvier 1829. Il fut nommé lieutenant le 20 juin 1832, au 22° de ligne, capitaine le 16 décembre 1835, et décoré le 27 avril 1839. En octobre 1843, après avoir été envoyé en Inde, au Brésil, à Constantinople et en Égypte, il obtint d'être mis à la disposition du gouverneur de l'Algérie, qui était alors le général Bugeaud. En 1844, il fit l'expédition des Flissa-oum-el-Lil. Chef d'escadron le 22 septembre 1847, il rentra alors en France et fut fait officier de la Légion d'honneur le 17 juillet 1849. Lieutenant-colonel le 22 décembre 1851, il fut embarqué pour l'Italie.
Colonel le 1er janvier 1854, il fut mis, le 25 août 1855, à la disposition du général commandant en chef l'armée devant Sébastopol. Anselme resta en Orient jusqu'au 10 janvier 1856, et fut embarqué pour l'Algérie, où il vint comme chef d'état-major d'une division active d'infanterie, celle du général Renault, avec laquelle il fit en 1857 la campagne de la Grande Kabylie, du maréchal Randon. Il retourna en France le 28 février 1859, fit la campagne d'Italie et nommé commandeur le lendemain de la brillante journée de Melegnano, où il s'était distingué, il reçut les étoiles de général de brigade le 10 juin suivant.
Il est inhumé dans la division 19 du Cimetière du Père-Lachaise.

## Distinctions
- Commandeur de la Légion d'honneur